# Яна (річка)
Я́на (якут. Дьааҥы) — річка у Республіці Саха (Росія). Впадає у Янську затоку моря Лаптєвих.

## Географія
Утворюється злиттям річок Дулгалах і Сартанг, що стікають з схилів Верхоянського хребта. Довжина 872 км, від витоку Сартангу — 1492 км. Площа басейну 238 тисяч км².
Після злиття річка тече в широкій долині, після перетину хребта Кулар, долина звужується, в руслі — пороги; нижче Яна протікає по Яно-Індигірській низовині. Впадає в Янську затоку моря Лаптєвих, утворюючи дельту площею 5,2 тисячі км².
Основні притоки: Адича (права), Битантай (ліва). Середні витрати води в нижній течії 1 021 м³/с (за 157 км від гирла). Льодостав з жовтня до кінця квітня — початку травня в верхній течії і до початку червня в нижній.
В басейні Яни понад 39 тисяч озер загальною площею 3 260 км². Судноплавна. Промисел риби (омуль, щука, чир, харіус та інші). На Яні місто Верхоянськ.